# Mathias Berndt
Mathias Berndt (? – 1640), počeštěně Matyáš Berndt byl slezský františkán náležící do české františkánské provincie sv. Václava. Narodil se ve Velkém Hlohově někdy před rokem 1575. Doživotní řeholní sliby složil před rokem 1591. V letech 1605 až 1607 byl dle volby řádové kapituly provinciálem českých františkánů. Pravděpodobně někdy v následujících letech byl vyslán do Svaté země, kde měli františkáni svou vlastní specifickou administrativní jednotku – kustodii. Bratr Mathias zde působil jako kvardián konventu v Jeruzalémě. V září 1628, snad již po návratu do Evropy, jej kapitula české řádové provincie zvolila provinčním definitorem. Františkán Mathias Berndt zemřel zřejmě v pokročilém věku jako jubilant 50 let od řeholních slibů 21. února 1640 v Kroměříži.